# Deutscher Block
Der Deutsche Block war eine Wahlgemeinschaft aus Deutscher Demokratischer Partei und Deutschem Bauernbund, der 1924 bei der Landtagswahl in Bayern 3,2 % der gültigen Stimmen und damit drei Mandate erzielte.